# Angraecopsis trifurca
Angraecopsis trifurca är en orkidéart som först beskrevs av Heinrich Gustav Reichenbach, och fick sitt nu gällande namn av Rudolf Schlechter. Angraecopsis trifurca ingår i släktet Angraecopsis och familjen orkidéer. Inga underarter finns listade i Catalogue of Life.